# Bush.ida
Bush.ida (* 1993), bürgerlich Ida-Maria Sommerfeldt, ist eine queer-feministische Deutschrapperin aus Selb, die in Köln lebt.
Sie studierte Bildungs- und Nachhaltigkeitswissenschaft an der LMU München und der Leuphana Universität Lüneburg und arbeitete als Flugbegleiterin. Sie identifiziert sich als nicht-binär und ist bisexuell.

## Karriere
Nach einem spontanen Auftritt zum Abschluss eines DJ-Sets 2019, begann Bush.ida 2020 sich ernsthaft mit dem Musizieren zu beschäftigen.
Mit nur zwei digital veröffentlichten Singles erreichte sie Auftritte auf dem Skandaløs Festival 2022 sowie 2023 auf dem Fusion Festival, dem Vogelball Festival und der Cologne Music Week. Im November 2023 erschien schließlich ihre Debüt-EP Will kommen im Bush. Ebenfalls 2023 wurde sie für den popNRW-Preis in der Kategorie „Newcomer“ nominiert.
2024 folgten ein weiterer Auftritt auf dem Fusion Festival sowie auf dem Reeperbahn Festival und dem Umsonst und Draußen in Würzburg. Im Herbst 2024 erschien ihre zweite EP Bush zu Bi.

### Weiteres künstlerisches Engagement
Am Theater Oberhausen spielte Bush.ida im Frühjahr 2024 die Rolle der „Polly Springmann“ in der Rap-Oper Mc Messer, einer Adaption der The Beggar’s Opera, welche auch einzelne Elemente aus Bertolt Brechts Adaption Die Dreigroschenoper aufgreift. Ihre Lieder und Textanteile schrieb sie selbst.
Bush.ida soll Stücke zur Ausstellung „Stories of HipHop“ beitragen, die ab März 2025 im Schmuckmuseum Pforzheim zu sehen sein soll.

## Stil und Inhalte
Bush.Idas Musik ist stilistisch dem Deutschrap und Trap zuzuordnen. Ihre Texte befassen sich primär mit feministischen Themen, darunter weibliche Sexualität, den Kampf gegen das Patriarchat sowie Queerness im Allgemeinen. Sie greift allerdings auch andere politische Themen wie Umweltaktivismus auf.

## Diskographie

### EPs
- 2023: Will kommen im Bush
- 2024: Bush zu Bi

## Bibliographie
- Bush.Ida aka keine hat ihren Busch lieber. Vom Ende der Scham im deutschsprachigen Rap. In: Sookee, Gazal (Hrsg.): Awesome HipHop Humans. Ventil Verlag, Mainz 2021, ISBN 978-3-95575-109-8.